# Purcell (Oklahoma)
Purcell é uma cidade localizada no estado norte-americano de Oklahoma, no Condado de Cleveland e Condado de McClain.

## Demografia
Segundo o censo norte-americano de 2000, a sua população era de 5571 habitantes.
Em 2006, foi estimada uma população de 5968, um aumento de 397 (7.1%).

## Geografia
De acordo com o United States Census Bureau tem uma área de
26,9 km², dos quais 25,8 km² cobertos por terra e 1,1 km² cobertos por água. Purcell localiza-se a aproximadamente 335 m acima do nível do mar.

## Localidades na vizinhança
O diagrama seguinte representa as localidades num raio de 16 km ao redor de Purcell.